# バズビー・バークリーの集まれ!仲間たち
『バズビー・バークリーの集まれ!仲間たち』(The Gang's All Here)は、1943年のアメリカ合衆国の21世紀フォックスのテクニカラー・ミュージカル映画。
アリス・フェイ、カルメン・ミランダ、ジェイムズ・エリソンが主演した。
バスビー・バークレーが監督および振付を担当したこの映画は果物の帽子を被るミュージカル・シーンで知られる。この年、最も興行収入の高かった10作品に含まれるが、当時20世紀フォックスで最も製作費のかかった作品でもあった。
本作は当時の流行、ファッション、戦時の物資不足を風刺し、魅惑的で機知に富んだ「You Discover You're in New York」のカルメン・ミランダのパフォーマンスで知られる。またミランダの「The Lady in the Tutti Frutti Hat」は性的であるとして公開当初ブラジルで上映中止となった。アリス・フェイは「A Journey to a Star」、「No Love, No Nothin'」、シュールなフィナーレ「The Polka-Dot Polka」を歌唱した。
アカデミー賞においてジェイムス・バセヴィ、ジョセフ・C・ライト、トーマス・リトルがアカデミー美術賞にノミネートされた。
フェイにとってハリウッド・スターとして最後の主演ミュージカルとなった。撮影中、フェイは次女を妊娠中であった。
2014年、アメリカ議会図書館により「文化的、歴史的、審美的に優れている」としてアメリカ国立フィルム登録簿に選出された。

## ストーリー
オープニング・クレジットが流れ、男性が「ブラジルの水彩画」を歌う。
蒸気船「ブラジル」から人々が下船し、網で覆われ吊るされた荷物が徐々に下りていき、果物の帽子を被ったカルメン・ミランダが登場し、「ブラジルの水彩画」をリプライズする。
裕福なビジネスマンのアンドリュー・メイソン・シニア(AJ)(ユージン・ポーレット)は神経質な同僚で同居人のペイトン・ポッター(エドワード・エベレット・ホートン)を連れてクラブ・ニューヨーカーにやってくる。AJの陸軍兵の息子アンドリュー・メイソン・ジュニア軍曹(アンディ)(ジェイムズ・エリソン)が出征前に合流する。AJとアンディはMCのフィル・ベイカーとダンサーのトニー・デマーコのショーを楽しむが、ポッターは自分がクラブに行ったことを妻のブロッサム(シャーロット・グリーンウッド)に知られたら何を言われるか気が気でない。ポッターはブラジル美人のドリタ(カルメン・ミランダ)につかまり無理矢理ダンスさせられ、アンディは出演者のイーディ・アレン(アリス・フェイ)に魅了される。フィルはアンディに、イーディはショーの合間にブロードウェイのカフェテリアで男性たちのダンスのパートナーをしておりデートはできないと忠告する。しかしアンディはイーディをカフェテリアまで追いかけ、裕福な身元を隠すために偽名を使いケイシー軍曹と名乗る。イーディは店外で軍人とデートすることはできないと語る。イーディがクラブ・ニューヨーカーに戻るところをアンディが再び追いかける。イーディもアンディに惹かれ、後で会うことに同意する。イーディとアンディは夜中まで語り合い、恋に落ちる。翌日、イーディは駅に見送りに行き、毎日手紙を書くと約束する。
アンディは南太平洋に着任し、メダルを授与され報酬として休暇を与えられる。AJは大喜びでクラブ・ニューヨーカーでパーティを企画する。しかしクラブ・ニューヨーカーは新しいショーのリハーサルのために2週間休業するため、フィルはAJの企画を断る。AJは自分とポッターの住む家でリハーサルさせ、盛大なガーデンパーティでアンディの帰還を歓迎しようと考える。ポッターはこのパーティにより自分がフィルと知り合いであることを妻に知られること、そしてトニーのダンスパートナーが参加できずポッターの娘ヴィヴィアン(シェイラ・ライアン)が代役を頼まれたことで不安が倍増する。頭の固いポッターはヴィヴィアンにやめるよう説得するが、フィルにヴィヴィアンが代役を務めないならクラブでのことを妻に明かすと脅迫される。ポッターは渋々承知するが、ドリタにつきまとわれて問題が大きくなる。ドリタはヴィヴィアンがアンディという名のボーイフレンドがいることを知る。そしてイーディが付き合っている「ケイシー」と同じ男性であることを悟る。
ドリタがヴィヴィアンとイーディにアンディが同一人物であることを悟られまいとして事態は余計に複雑になる。アンディが到着し、イーディは真実を理解する。アンディは自分が結婚したいのはヴィヴィアンでなくイーディだと主張するが、ヴィヴィアンの想いを知るイーディは身を引こうとする。ショーの間、ヴィヴィアンはトニーのパートナーとしてブロードウェイに行くとイーディに語り、さらにアンディとは愛し合っていたわけではないと明かす。ショーが終わりに近づき、イーディとアンディは仲直りし、皆で斉唱する。

## キャスト
- イーディ・アレン：アリス・フェイ
- ドリタ：カルメン・ミランダ
- 本人：フィル・ベイカー
- 本人：ベニー・グッドマン
- 本人：ベニー・グッドマン・オーケストラ
- アンドリュー・メイソン・シニア(AJ)：ユージン・ポーレット
- ブロッサム・ポッター：シャーロット・グリーンウッド
- ペイトン・ポッター：エドワード・エベレット・ホートン
- 本人：トニー・デマーコ
- アンドリュー・メイソン・ジュニア(アンディ)：ジェイムズ・エリソン
- ヴィヴィアン・ポッター：シェイラ・ライアン
- パット・ケイシー軍曹：デイヴ・ウィロック
- 本人：バンド・ダ・ルア (カルメン・ミランダのオーケストラ)
- ウェイター：レオン・バラスコ
- クラブ・ニューヨーカーの客：ブルックス・ベネディクト
- コーラス・ガール/プール・パーティの客：ジーン・クレイン
- ステージ・ドアマン：フランク・ダリアン
- ジルバ・ダンサー：ジョニー・ダンカン
- クラブ・ニューヨーカーの客：ハーバート・エヴァンス
- 海兵隊軍曹：フランク・フェイラン
- コーラス・ガール/クローク受付：ジューン・ヘイヴァー
- バトラー：レイランド・ホッジソン
- コーラス・ガール：アデル・ジャーゲンス
- ミス・カスター、事務員：ヴァージニア・セール
- ダンサー：ビリー・ソワード
- メイド：リリアン・ヤーボ (クレジット無し)

## 制作

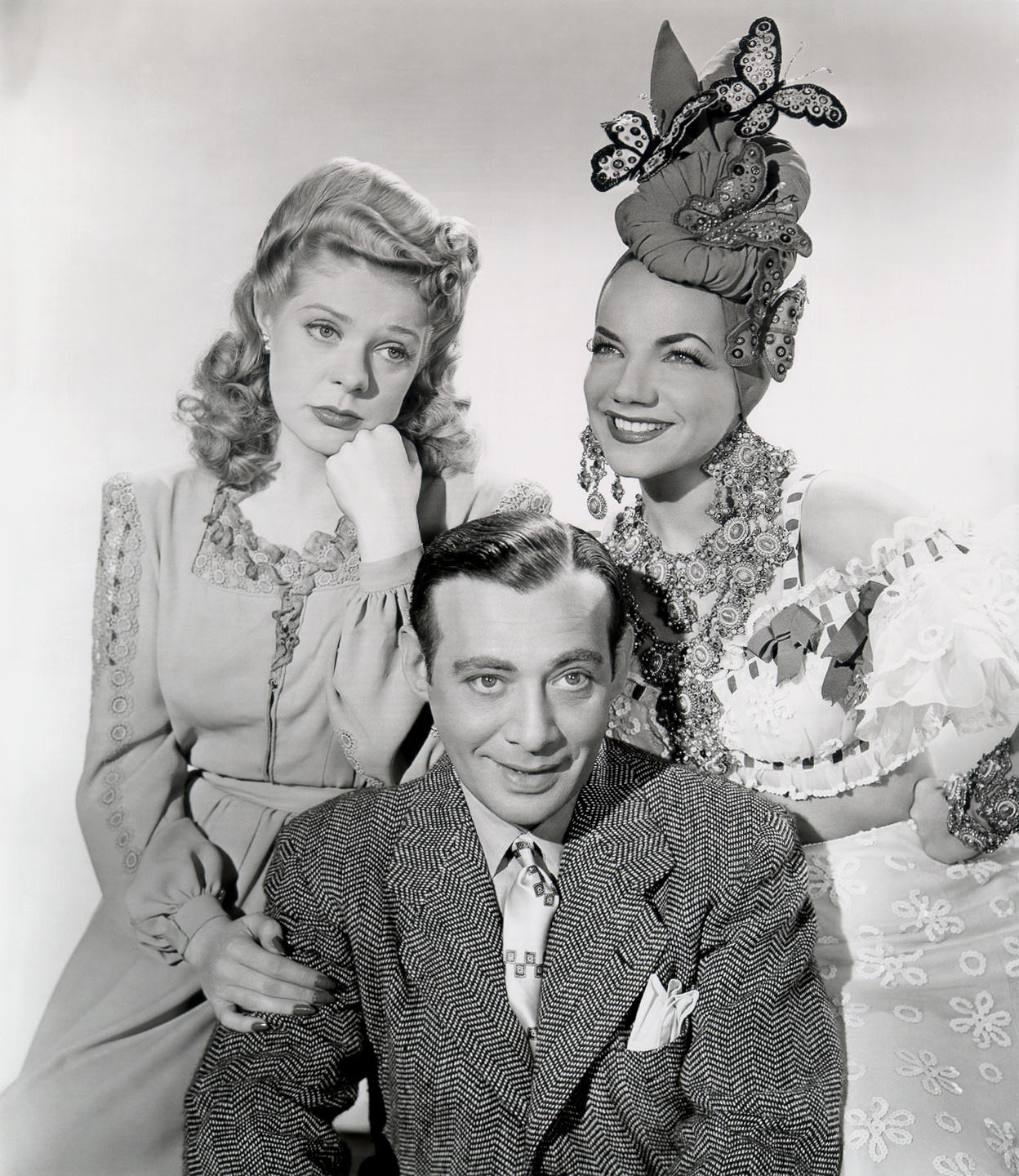
左からアリス・フェイ、フィル・ベイカー、カルメン・ミランダ

当初題名は『The Girls He Left Behind』であった。1943年1月7日の報道によると、作曲家のハリー・ウォレンは作詞家マック・ゴードンと組む予定であったが、リオ・ロビンと組むこととなった。3月30日付け『ハリウッド・リポーター』紙によると、楽曲「Pickin' on Your Momma」が使用されることとなった。近年の調べによると、「Sleepy Moon」、「Drums and Dreams」が公開前にカットされた。『ハリウッド・リポーター』紙やスタジオのプレスリリースによると、リンダ・ダーネルがヴィヴィアン・ポッター役で初めて映画でダンスシーンを披露する予定であった。しかしダンスリハーサルにおいて足首を捻挫し、回復後に撮影技師のペヴァレル・マーレイと駆け落ちし、20世紀フォックスに無期限の休養を申し入れ、ヴィヴィアン役はシェイラ・ライアンが後継した。
1943年4月に制作が開始した。バークレーはフォックスの重役であるダリル・F・ザナックが戦争のためにヨーロッパに行っており、制作の様子を見にくることはないと知った。ザナックは作業を別のスタジオから移籍してきたプロデューサーで作曲家のウィリアム・レバロンに託していた。ザナックのもとでレバロンはスタジオで作曲を主とする独立ユニットを立ち上げていたのである。当初レバロンとバークレーはうまくいっていたが、軍需生産委員会の要請で予算が削られるとすぐに関係がこじれた。撮影中のプロデューサーと監督の不仲に関わらず、連合政治を緻密に表現しつつシュールで壮観な世界観を見せる非常に芸術的な作品となった。
アリス・フェイは1944年の映画『Four Jills in a Jeep』で歌によるカメオ出演していたが、本作以降1962年の『ステート・フェア』までミュージカル映画の出演はなかった。本作撮影中、第二子を妊娠中であり、この間1945年のドラマ映画『堕ちた天使 (1945年の映画)』に主演したのみであった。
本作はジューン・ヘイヴァー(1926–2005), ジーン・クレイン(1925–2003)、1942年のミス・アメリカのジョーキャロル・デニソンのデビュー映画となった。
「ロサンゼルス・タイムズ」紙の記事によると、フィル・ベイカーのラジオ番組「Take It or Leave It」を模したシーンが含まれる予定であった。このシーケンスはカットされ、代わりに20世紀フォックスでドラマ映画『Take It or Leave It』が制作された。
バークレーは1930年の映画『ウーピー』でダンス・シーンを二色テクニカラーで撮影していたが、本作はバークレーが全体を監督した作品で初のカラー映画となった。豪華なミュージカル・シーンは評判が良かった。バークレーを称賛する声は多く、「MGH」誌のレビュワーは「かつてない豪華な色彩の組み合わせ、立体的でモダンなフィナーレ」と評した。近年の報道によると、楽曲「The Lady with Tutti-Frutti Hat」の表現が原因でブラジルで上映中止となったが、映画芸術科学アカデミーのヘイズ・コードの資料にはブラジルの検閲に関する記載はなく、南アメリカの国々では上映可能であった。
本作はアカデミー美術賞にノミネートされた。
ミランダが「Paducah」を歌うシーンで、ベニー・グッドマン&オーケストラの一員としてジャズ・ドラマーのルイ・ベルソンがクレジット無しで出演している。

## サウンドトラック
- Hail, Hail, the Gang's All Here
  - 作曲：セオドア・モーゼ、アーサー・サリヴァン
  - 作詞：ドリー・モーゼ(as D.A. エスロム)
- ブラジルの水彩画 Brazil (Aquarela do Brasil)
  - 作曲：アリー・バロッソ
  - 作詞(英語)：SKラッセル
  - 歌唱：ネスター・アマラル、カルメン・ミランダ、コーラス
- You Discover You're in New York
  - 作曲：ハリー・ウォレン
  - 作詞：リオ・ロビン
  - 演舞：カルメン・ミランダ、アリス・フェイ、フィル・ベイカー、コーラス
- Minnie's in the Money
  - 作曲：ハリー・ウォレン
  - 作詞：リオ・ロビン
  - 編曲：エディ・ソーター
  - 歌唱：ベニー・グッドマン&オーケストラ、ジルバ・コーラス
- Soft Winds
  - 作曲：ベニー・グッドマン (インストゥルメンタル)
  - 演奏：ベニー・グッドマン&オーケストラ
  - ダンス：アリス・フェイ、ジェイムズ・エリソン
- The Lady in the Tutti Frutti Hat
  - 作曲：ハリー・ウォレン
  - 作詞：リオ・ロビン
  - 演舞：カルメン・ミランダ、コーラス
- A Journey to a Star
  - 作曲：ハリー・ウォレン
  - 作詞：リオ・ロビン
  - 歌唱：アリス・フェイ (およびキャストによるリプライズ)
  - ダンス：トニー・デマーコ、シェイラ・ライアン
- The Jitters
  - 作曲：ジーン・ローズ
  - 演奏：ベニー・グッドマン&オーケストラ
  - ダンス：シャーロット・クリーンウッド、チャールズ・セイゴウ
- No Love, No Nothin
  - 作曲：ハリー・ウォレン
  - 作詞：リオ・ロビン
  - 編曲：ベニー・カーター
  - 歌唱：アリス・フェイ
  - ダンス：トニー・デマーコ、シェイラ・ライアン
- (I've Got a Gal in) Kalamazoo
  - 作曲：ハリー・ウォレン
  - 作詞：マック・ゴードン
  - 演奏：ベニー・グッドマン&オーケストラ
- Paducah
  - 作曲：ハリー・ウォレン
  - 作詞：リオ・ロビン
  - 演奏：ベニー・グッドマン&オーケストラ
  - 歌唱：カルメン・ミランダ
  - ダンス：カルメン・ミランダ、トニー・デマーコ
- The Polka Dot Polka
  - 作曲：ハリー・ウォレン
  - 作詞：リオ・ロビン
  - 歌唱：アリス・フェイ、ダンサー
- The Polka Dot Ballet
  - 作曲：ハリー・ウォレン
  - 演舞：バスビー・バークレー・ダンサーズ
- A Hot Time in the Old Town
  - 作曲：セオ・A・メッツ
- Silent Señorita
  - 作曲：ハリー・ウォレン
  - 作詞：リオ・ロビン
- Valse des rayons (『パピヨン』より)
  - 作曲：ジャック・オッフェンバック
- P'ra Que Discutir
  - 作曲：ネスター・アマラル
- Diga o Ella
  - 作曲：ネスター・アマラル
- Let's Dance
  - 作曲：ジョージ・ストーン、ジョセフ・ボニーム、ファニー・ボールドリッジ[14]

## 封切り
1943年12月24日、本作が公開された。1943年から1944年、興行収入が高かった25作の1つとなった。

## 受賞歴
- 1944年、第16回アカデミー賞

アカデミー美術賞(カラー) (ノミネート)
- 2014年、アメリカ国立フィルム登録簿

アメリカ議会図書館により「文化的、歴史的、審美的に優れている」としてアメリカ国立フィルム登録簿に選出された。
アメリカン・フィルム・インスティチュート：
- 2004年: アメリカ映画主題歌ベスト100:
  - The Lady in the Tutti-Frutti Hat – ノミネート[18]
- 2006年: ミュージカル映画ベスト – ノミネート[19]

## ホームビデオ
VHSでのリリースはなく、1997年、20世紀スタジオ ホーム エンターテイメントからレーザーディスクがリリースされた。2007年、『The Alice Faye Collection』の一環としてDVDがリリースされたが、オリジナルのテクニカラーの色彩からの色褪せで批判された。2008年、フォックスの『The Carmen Miranda Collection』の一環としてDVDが再びリリースされ、前回より鮮やかな色彩となった。
2014年、イギリスのユーリカ・エンタテイメントは『Masters of Cinema』シリーズの一環としてリージョンBのブルーレイをリリースした。このエディションは鮮やかな色彩を保った。2016年、アメリカのトワイライト・タイムはリージョン0のブルーレイを3.000枚限定でリリースした。全体的に修復されたが、ユーリカ版より暗く、鮮やかさに欠けるものであった。